# Nhà thờ Thánh Ladislav ở Hurbanovo
Nhà thờ Thánh Ladislav ở Hurbanovo (tiếng Slovakia: Kostol svätého Ladislava v Hurbanovo) là một nhà thờ tọa lạc ở thị trấn Hurbanovo, vùng Nitra, Slovakia. Nhà thờ là một tòa nhà điển hình của trường phái kiến trúc Tân nghệ thuật ở Slovakia. Vào ngày 24 tháng 11 năm 2007, nhà thờ Thánh Ladislav ở Hurbanovo được ghi danh vào Danh sách Di tích Trung ương theo quyết định của Bộ Văn hóa Cộng hòa Slovakia.

## Lịch sử
Nhà thờ Thánh Ladislav ở Hurbanovo được xây dựng theo phong cách kiến trúc Tân nghệ thuật trong hai năm 1912 và 1913, dựa trên bản thiết kế của kiến trúc sư István Medgyaszay. Nhà thờ được xây dựng trên một địa điểm trước đó từng tồn tại một nhà thờ cổ hơn, được xây dựng vào năm 1718 theo phong cách kiến trúc Baroque và được khôi phục lại sau một trận động đất xảy ra vào năm 1763. Tuy nhiên, một trận hỏa hoạn lớn xảy ra vào năm 1911 đã thiêu rụi ngôi nhà thờ cổ này, đồng thời cũng phá hủy nhiều công trình kiến trúc khác, bao gồm cả nhà xứ. Do đó, một nhà xứ mới cũng được xây cùng lúc với nhà thờ mới theo bản thiết kế của Medgyaszay.